# Walter Menchola
Walter Ricardo Menchola Vásquez (Lima, 17 de abril de 1954) es un médico cirujano y político peruano. Fue miembro del partido Solidaridad Nacional y ejerció como congresista de la república durante el período 2006-2011, así como regidor de la Municipalidad Metropolitana de Lima en el lapso 2003-2006, durante la primer gestión de Luis Castañeda Lossio como alcalde de Lima.

## Biografía
Walter Menchola nació el 17 de abril de 1957 en la ciudad de Lima, en Perú.
Realizó sus estudios primarios en diversos colegios y los secundarios en el G.U.E Juan Manuel Iturregui de Lambayeque. Menchola luego ingresó a la Universidad Nacional Federico Villarreal en Lima y estudió la carrera de Medicina Humana, graduándose como médico cirujano en el año 1980. Asimismo, realizó su estudio de postgrado como médico internista en la Universidad Nacional Mayor de San Marcos.
Fue director nacional de salud del ex Instituto Peruano de Seguridad Social – IPSS (hoy Essalud), en el año 1984.

## Carrera política
En 1997, Menchola colaboró con Luis Castañeda Lossio en la fundación del Partido Solidaridad Nacional.
Para las elecciones municipales del 2002, Menchola inicia su carrera política, donde fue elegido Regidor de Lima por Unidad Nacional (alianza donde integraba Solidaridad Nacional), mientras que Castañeda ocupaba el sillón municipal para el periodo municipal 2003-2006.
En las elecciones generales del 2006, fue elegido Congresista de la República por Unidad Nacional, con 92,653 votos, para el periodo parlamentario 2006-2011.
Durante su labor parlamentaria, fue Vocero de la bancada Alianza Nacional y Presidente la Comisión Investigadora para esclarecer la eliminación de importantes archivos digitales almacenados en dos dispositivos USB de propiedad de la exfuncionaria de la empresa Business Track Giselle Giannotti, por una supuesta manipulación acaecida el 4 de mayo del 2009 dentro de la bóveda del despacho de la juez provisional María Martínez.
Culminando su gestión, Menchola intentó su reelección al Congreso en las elecciones generales del 2011 por la Alianza Solidaridad Nacional, sin embargo, no resultó reelegido.

## Controversias
Menchola adquirió notoriedad en el mes de mayo del 2007 cuando a raíz de una denuncia periodística efectuada por el programa televisivo "Cuarto Poder" se vio obligado a aceptar que había influido en la contratación de su entonces pareja sentimental, una estudiante universitaria, quien percibió remuneración con fondos públicos sin desempeño efectivo de labores. Por dicho incidente el 20 de junio de 2007 el Congreso de la República lo suspendió en el ejercicio congresal por el lapso de 120 días a cuyo término se reincorporó a la representación nacional.
El 3 de junio del 2010, durante la elección de los 2 miembros del Tribunal Constitucional, sucedió una incidencia sospechosa; durante la elección en el congreso se esperaban los votos pre-anunciados de Menchola y Fabiola Morales (también de Solidaridad Nacional), y a pesar de que ambos marcaron asistencia, justo antes de empezar la votación, sospechosamente salieron de la cámara aduciendo que atendían una llamada telefónica; con lo cual no se concretó la elección del candidato Carlos Ramos Núñez, coincidentemente por 2 votos, lo cual era el objetivo de la bancada oficialista aprista. Si bien es potestad de un congresista votar o abstenerse, la oposición le reclamó el que no ejerza su derecho de abstenerse dando cara al pleno del congreso.
Durante su labor como congresista, presentó un proyecto de ley que pretendía crear un "pasaporte diplomático de por vida" para los congresistas y ex-congresistas así como para sus familiares directos, brindándoles beneficios permanentes aun cuando ya no fueran congresistas. Finalmente el proyecto no fue aprobado.